# IHC Králové Písek
Der IHC Králové Písek ist ein tschechischer Eishockeyclub aus Písek. Er gehört seit 2013 der dritten Spielklasse Tschechiens, der 2. Liga, an.

## Geschichte
Der Sportovní klub Písek nahm 1924 den Spielbetrieb auf und gehörte in der Saison 1937/38 der höchsten Spielklasse der Tschechoslowakei, der damaligen Státní liga, an.
In den 1970er und 1980er spielte der Klub meist in der 1. ČNHL oder 2. ČNHL.
1990 fusionierte TJ Jitex Písek mit der VTJ Písek. Der VTJ Písek, früher auch als Dukla Písek bzw. Dukla Jihlava B bekannt, war bis Anfang der 1990er ein Armeeklub. 1994 schaffte die Mannschaft mit dem Meistertitel der 2. Liga den Aufstieg in die 1. Liga, wo sie bis 2005 spielte. In der Saison 1996/97 schaffte sie zudem mit dem dritten Platz der 1. Liga die beste Platzierung der Vereinsgeschichte. 2005 folgte mit dem 14. Platz der Abstieg aus der zweiten in die dritte Spielklasse.
2010 stieg der IHC Písek als Staffelsieger in die 1. Liga auf und hielt sich drei Jahre in dieser Spielklasse. 2013 stieg der Verein erneut aus der zweiten in die dritte Spielklasse ab.

## Erfolge
- Meister der 2. Liga 1994
- Aufstieg in die 1. Liga 1994
- Teilnahme am IIHF Continental Cup 2000/01

## Vereinsnamen
- 1924 SK Písek (Sportovní klub Písek)
- 1941 ČASK Písek (Český atletický a sportovní klub Písek)
- 1950 Spartak Písek
- 1966 TJ Jitex Jiskra Písek (Tělovýchovná jednota Jitex Jiskra Písek)
- 1968 TJ Jitex Písek (Tělovýchovná jednota Jitex Písek)
- 1990 Fusion mit der VTJ Písek zur VTJ Jitex Písek
- 1990 VTJ Jitex Písek (Vojenská tělovýchovná jednota Jitex Písek)
- 1993 HC Jitex Písek (Hockey Club Jitex Písek)
- 1997 IHC Písek
- 2009 IHC KOMTERM Písek
- 2013 IHC Písek
- seit 2020 IHC Králové Písek

## Spielstätte
1965 wurde das Zimní Písek, eine offene Eisbahn, eröffnet. 1973 folgte die Überdachung der Eisbahn. In den 1990er Jahren wurde die Eishalle saniert und 2007 in s.n.o.p arena Písek umbenannt.
Aufgrund des Hauptsponsors hieß die Halle ab 2009 Komterm Arena, trägt sie den Namen Zimní Stadion Písek.

## Bekannte ehemalige Spieler
- Roman Kondelik
- Aleš Krátoška
- Edgars Masaļskis
- Miroslav Holec
- Alexander Salák
- Pavel Kašpařík
- Jan Kovář